# كاو همبرغر
كاو همبرغر (بالبرتغالية: Cao Hamburger‏) هو كاتب سيناريو ومخرج برازيلي، ولد في 27 فبراير 1962 في ساو باولو في البرازيل.

## وصلات خارجية
- كاو همبرغر على موقع IMDb (الإنجليزية)
- كاو همبرغر على موقع ألو سيني (الفرنسية)
- كاو همبرغر على موقع أول موفي (الإنجليزية)
- كاو همبرغر على موقع قاعدة بيانات الفيلم (الإنجليزية)
- كاو همبرغر على موقع كينوبويسك (الروسية)